# مریدیان
مریدیان (انگلیسی: Meridian) شرکت دولتی برق نیوزیلندی است، که در سال ۱۹۹۸ تأسیس شد.